# Wenceslao Selga Padilla
Wenceslao Selga Padilla CICM (* 29. September 1949 in Tubao, Philippinen; † 25. September 2018 in Ulaanbaatar, Mongolei) war ein philippinischer Ordensgeistlicher und Apostolischer Präfekt von Ulaanbaatar.

## Leben
Wenceslao Padilla, Sohn eines Katecheten, trat der Kongregation vom Unbefleckten Herzen Mariens bei und wurde am 17. März 1976 in seiner Ordensgemeinschaft zum Priester geweiht. Er wirkte als Missionar in Taiwan, davon sechs Jahre als Provinzial der chinesischen Provinzen seines Ordens. 1991 wandte sich die Mongolei nach dem Inkrafttreten einer demokratischen Verfassung mit dem Wunsch, diplomatische Beziehungen aufzunehmen, an den Vatikan und bat die katholische Kirche um Hilfe im Aufbau ihres Landes; sie lud auch ausdrücklich dazu ein, Missionare zu entsenden. Am 19. April 1992 wurde Padilla zum Superior der neuen Ordensniederlassung in Ulan Bator ernannt und reiste am 10. Juli 1992 zu seinem neuen Bestimmungsort.
Dort kümmerte er sich besonders um Straßenkinder, Obdachlose, Behinderte und alte Menschen zu. Am 8. Juli 2002 errichtete Papst Johannes Paul II. die Apostolische Präfektur Ulaanbaatar, und Padilla wurde zum Apostolischen Präfekten ernannt. Im folgenden Jahr, am 2. August 2003, wurde Padilla zum Titularbischof von Tharros ernannt. Seine Bischofsweihe wollte Papst Johannes Paul II. bei einem Staatsbesuch selbst vornehmen, musste aber aus Gesundheitsgründen auf seine Reise in die Mongolei verzichteten. An seiner Stelle nahm am 29. August 2003 Kardinal Crescenzio Sepe, Präfekt der Kongregation für die Evangelisierung der Völker die Weihe vor; Mitkonsekratoren waren Erzbischof Giovanni Battista Morandini, Apostolischer Nuntius in der Mongolei, und Bischof Antonio Realubin Tobias, Apostolischer Administrator von Novaliches auf den Philippinen. Der Wahlspruch von Bischof Padilla lautet: „Ein Licht, das die Völker erleuchtet“ (Lk 2,32 ).
Wenceslao Padilla war als Bischof für ca. 21 Priester in drei Pfarreien und sechs Missionsstationen, 60 Ordensleute und ca. 530 (2009) Katholiken, zu etwa gleichen Teilen einheimische und ausländische Christen, zuständig. Zu den von ihm initiierten sozialen Einrichtungen gehören Kindergärten, Häuser für AIDS-Waisen, Zentren für Straßenkinder, Schulen, Kliniken und Suppenküchen. Die Katholiken bilden in der Mongolei eine Minderheit; die sozialen und pädagogischen Angebote werden von ca. 2.500 Menschen wahrgenommen. Am Sonntag, 28. August 2016, weihte Bischof Padilla den ersten einheimischen Priester.
Wenceslao Padilla erlag am 25. September 2018 in Ulaanbaatar einem Herzinfarkt.